# George Henry Harrison
George Henry Harrison, o George Henry de Strabolgie Neville Plantagenet-Harrison como gustaba llamarse, fue un militar británico del siglo XIX que actuó en diversas partes del mundo, entre ellas la Argentina en el período de las guerras civiles. En su locura pretendía ser general de brigada y legítimo duque de Lancaster.

## Biografía
George Henry Harrison nació el 14 de julio de 1817 en Whashton, parroquia de North Riding de Kirby Ravensworth, Inglaterra. Estuvo en las fuerzas armadas de su nación, hasta que decidió buscar fortuna en América. Pasó probablemente por México y Perú, tras lo que pasó a Montevideo, sitiada por las fuerzas .
De Montevideo pasó a la provincia de Corrientes para sumarse a las fuerzas del general unitario José María Paz. Paz en sus Memorias relató que durante su segunda campaña de Corrientes encontró "al celebérrimo inglés, pretendido general Plantagenet Harrison. Este aventurero había sorprendido a algunos patriotas de Montevideo y trajo recomendaciones pomposas: se decía que poseía un caudal inmenso, y que lo sacrificaba, a impulsos de un entusiasmo caballeresco, por la libertad y la gloria. Hubo sujeto que me escribió que su adquisición valía un ejército. A muy pocas palabras ya se conocía que nada poseía, porque todo era preciso darle, y que era un loco estrafalario. Quería ser reconocido como brigadier, y lo rehusé: solo le aceptaba como coronel mayor. Me propuso un viaje a Río de Janeiro, con el objeto de procurar armas, y aproveché la ocasión de deshacerme de él.".
Tras dejar Brasil pretendió haberse alistado en el ejército danés durante la sublevación en Schleswig-Holstein de 1848, y posteriormente en el ejército de la Confederación Alemana.
Tras un supuesto paso por Turquía en 1853, dio por finalizada su carrera militar y aventurera y regresó a Inglaterra para dedicarse al estudio de la genealogía.
Ese año intentó sin éxito registrarse para sus investigaciones en la Biblioteca del Museo Británico bajo el nombre del duque de Lancaster.
Las autoridades de la institución le respondieron que estarían dispuestas a admitirlo si reconocía que sus derechos al Ducado de Lancaster, que ellos consideraban fraudulentas, eran inexistentes.
Ante esa decisión, Harrison centró su búsqueda en los archivos de la Oficina del Registro Público, labor a la que dedicó más de treinta años, el resto de su vida.
En 1858 peticionó a la Cámara de los Lores como George Henry de Strabolgie Plantagenet Harrison reclamando ser reconocido por el parlamento como legítimo duque de Lancaster. 
Carecía de toda prueba veraz e incluso de haberla tenido, tenía un hermano mayor a quien hubiera correspondido el honor. Sus conocidos lo consideraban una persona excéntrica, arrogante pero amable, pero la irritación que generaba en muchos de sus contemporáneos llevó a la calificación de ser "un maldito estúpido".
Harrison también alentó a sus conocidos a reclamar baronías inexistentes. En 1877 convenció a su amigo el reverendo John Swale, de Birtley, Durham, para que publicara un anuncio en The Times en el que afirmaba que consideraba "un deber sagrado que le debo a la memoria de mis antepasados, y para el beneficio futuro y el bienestar de mi familia, asumir y tomar a mí mismo el título de Barón".
Un caso en que demandó sin éxito al escritor Lush Smith por considerar que su personaje Artemus Jones aludía a su persona, sentó jurisprudencia en el sentido de que un hombre no puede ser considerado responsable por resultados remotos e improbables de sus acciones.
En 1879 se publicó el primero de los tomos de una monumental Historia de Yorkshire de su autoría. Los restantes cinco volúmenes no llegó a publicarlos. Achacaba las dificultades para hacerlo a "la actitud hostil del clero y los terratenientes".
En la obra resume su "carrera" afirmando ser "Por la providencia de Dios Todopoderoso, por derecho de sangre, Príncipe de Plantagenet-Skioldungr, duque de Lancaster, Normandía, Aquitania y los países escandinavos, conde de Anjou, Maine, Guienne, Poictou, etc; conde de Lancaster, Chester, Richmond y Kent, etc, Barón Plantagenet, Neville y Percy, etc, Caballero de la Orden de San Jorge y de la Jarretera. General de brigada en el ejército de México en la guerra de Yucatán en 1843; General de Brigada del ejército de Perú en 1844, General de Brigada en Montevideo en 1845, el mismo año mariscal General del ejército de "Dios y Libertad" de Corrientes en la República Argentina; general de caballería en el ejército danés durante la guerra de Schleswig Holstein en 1848, y después, ese mismo año, nombrado Teniente General de la Confederación Alemana de Su Alteza Imperial el Archiduque Juan de Austria, en ese momento Presidente y Vicario General de la misma. Fue nombrado Mariscal en el ejército turco por el sultán Abdul Medjid Khan en 1853, pero no estaba permitido por el Gobierno británico servir en el ejército británico o de cualquier otro ejército. Hizo petición de comparecer en el Parlamento por su título de duque de Lancaster en 1858, como heredero de sangre del rey Enrique VI". En su propio árbol genealógico llevaba sus antepasados por línea masculina hasta el dios nórdico Odín.
Tras la muerte de Harrison, su hija Blanca ofreció los volúmenes a la Oficina del Registro Público por £ 600. La oficina decidió comprar parte de la obra pagando £ 240.
Si bien su obra es considerada por los historiadores como indigna de confianza, la información contiene referencias valiosas, especialmente en cuestiones relacionadas con la propiedad en Inglaterra y su transmisión a lo largo de los siglos.
George Henry Harrison, o George Henry de Strabolgie Neville Plantagenet-Harrison como le gustaba llamarse, falleció el 2 de julio de 1890.